# Dyne:bolic
dyne:bolic GNU/Linux é uma distribuição baseada em núcleo Linux em Live CD/DVD. Foi formulada pensando nas necessidades de ativistas da mídia, artistas, criadores e produtores, de modo a ser uma poderosa ferramenta focada na produção multimídia, lidando com uma gama variada de aplicações.
Permite manipulação e distribuição de áudio e vídeo, fazendo uso de ferramentas para gravação, edição, codificação e transmissão. Além de programas voltados para a produção multimídia, o dyne:bolic também trabalha com editores de texto e ferramentas comuns da área de trabalho.
Denominado “rastasoft" por seu criador, é completamente baseado em software livre e é por isso reconhecido pelo Projeto GNU. O dyne:bolic foi desenvolvido por voluntários e pelo criador Jaromil, que incluiu também recursos multimídia como MusE e Hasciicam.

## Live CD/DVD
dyne:bolic funciona em live CD/DVD. Não requer instalação em disco rígido e foi concebido para funcionar bem mesmo em computadores mais lentos. Seu kernel é low latency, adequando a distribuição à produção de áudio e vídeo e transformando PCs em estações de produção completas. Por essa razão, os softwares incluídos nem sempre estão nas versões atuais.

## Módulos
dyne:bolic pode ser expandido pelo download de módulos extra, como ferramentas de desenvolvimento ou software comum, como OpenOffice.org.  Esses são arquivos SquashFS armazenados no diretório /modules de um dock (ver abaixo) ou em um CD gravado e são integrados automaticamente no boot.

## Requisitos de sistema
Os requisitos mínimos das versões 1.x e 2.x são relativamente baixos. Um PC com CPU Pentium ou AMD K5 (i586), 64 MB de RAM e um drive de CD-ROM IDE é suficiente. Algumas versões do dyne:bolic 1.x foram adaptadas pelo co-desenvolvedor Smilzo para serem instaladas em Xbox e múltiplas instalações em Xbox podem ser arranjadas em cluster. A instalação em console e a clusterização não são permitidas nas versões 2.x em diante.
A versão 3.0, codinome MUNIR, tem requisitos mais altos que as anteriores e é a primeira que vem em formato de imagem DVD. São recomendados processador Pentium II ou AMD K6-2, 256 MB de RAM e um drive de DVD-ROM IDE/SATA. Um disco rígido não é necessário. Ela foi lançada em 8 de setembro de 2011.

## Instalação
O usuário deve copiar o diretório /dyne do CD/DVD para uma partição ou drive (esse procedimento é chamado “docking”). O sistema de arquivos será reconhecido e bootado pelo CD ou DVD. Existe a opção de instalar uma GNU GRUB ou editar uma já existente. Boot através de disquete também é suportado.
As configurações do usuário podem ser salvas no disco ou em um pen drive em um arquivo contendo os diretórios /home e /etc (o que é chamado de "nesting"), podendo ser encriptado para maior privacidade.

## Histórico de versões

### dyne:bolic 3.x
A versão 3.0, atualmente dyne:bolic 3.0 Beta 4, usa kernel Linux 3.0.1 e é uma imagem DVD-ROM que pesa 1.65GB. É usado GNOME 2 como ambiente de trabalho. No boot, GRUB2.

### dyne:bolic 2.x
Essa versão usa kernel Linux 2.6 e é uma imagem CD-ROM. O ambiente de trabalho é Xfce.

### dyne:bolic 1.x
Essa versão usa kernel Linux 2.4 em uma imagem CD-ROM. Trouxe a funcionalidade de criar “nests” e “docks” tanto no disco quanto em drives USB.
Características previamente presentes na versão 1.x que foram deixadas de lado:
- OpenMosix - software para clustering
- Boot no Xbox
- Window Maker - gerenciador de janela rápido e leve